# Bệnh ngộ độc tằm
Bệnh ngộ độc tằm  là xảy ra khi tằm bị nhiễm độc chất. Đây là loại bệnh không lây truyền.

## Nguyên nhân
- Ngộ độc do hoá chất như thuốc trừ sâu, phân bón, hoá chất khác (cấp tính).
- Ngộ độc do khói công nghiệp: lò gạch, lò ngói và bếp than (mãn tính).

## Triệu chứng
- Ngộ độc do hoá chất: tằm đang ăn mạnh tự nhiên dừng ăn, ứa nước miệng, đầu lắc lư rồi chết, khi chết thân co quắp.
- Ngộ độc do khói công nghiệp: tằm không chết ngay, biểu hiện có nhiều mảng đen tập trung ở giữa các đốt, da mỏng hơn chạm vào dễ vỡ, chảy nước xanh (thức ăn).

## Biện pháp phòng trừ
- Ngộ độc do khói công nghiệp: nên rửa lá dâu bằng nước vôi trong, sau đó rửa nước sạch,để ráo cho tằm ăn.
- Ngộ độc do hoá chất: cần thay phân kịp thời, dùng dụng cụ sạch, cho tằm ăn lá dâu ngon có phun nước đường + vitamin C 5%, thông gió phòng nuôi.